# Victoria : Les Jeunes Années d'une reine
Pour les articles homonymes, voir Les Jeunes Années d'une reine.
Pour plus de détails, voir Fiche technique et Distribution.
Victoria : Les Jeunes Années d'une reine (The Young Victoria) est un film historique anglo-américain réalisé par Jean-Marc Vallée  et sorti en 2009, avec Emily Blunt, Rupert Friend et Paul Bettany. Ce film retrace la vie de la reine Victoria d'Angleterre, de son accession au trône à son union au Prince Albert de Saxe-Cobourg-Gotha. Il a été coproduit par Martin Scorsese et Sarah Ferguson.

## Synopsis
Accédant au trône à 18 ans, la reine Victoria fut remarquée pour son caractère. Depuis son couronnement jusqu'à la romance qu'elle vit avec son cousin germain, ce film biographique nous plonge dans la vie de cette reine hors norme.

## Fiche technique
- Titre original : The Young Victoria
- Titre francophone : Victoria : Les Jeunes Années d'une reine
- Réalisation : Jean-Marc Vallée
- Scénario : Julian Fellowes
- Producteurs : Tim Headington, Graham King, Martin Scorsese et Sarah Ferguson duchesse d'York
- Société de production : GK Films (en)
- Sociétés de distribution : 
  -  : Momentum Pictures (en)[1]
  -  : Metropolitan FilmExport[2]
- Composition : Ilan Eshkeri
- Photographie : Hagen Bogdanski
- Montage : Jill Bilcock et Matt Garner
- Décors : Patrice Vermette
- Costumes : Sandy Powell
- Durée : 102 minutes[3]
- Genre : Film historique et dramatique[3]
- Pays : États-Unis et Angleterre
- Langue originale : anglais
- Format : 35 mm - couleur[2]
- Dates de sortie : 
  -  Royaume-Uni : 6 mars 2009
  -  France : 22 juillet 2009
  -  Belgique : 16 septembre 2009

## Distribution
- Emily Blunt (VF : Aurélie Meriel) : Victoria
- Rupert Friend : Prince Albert

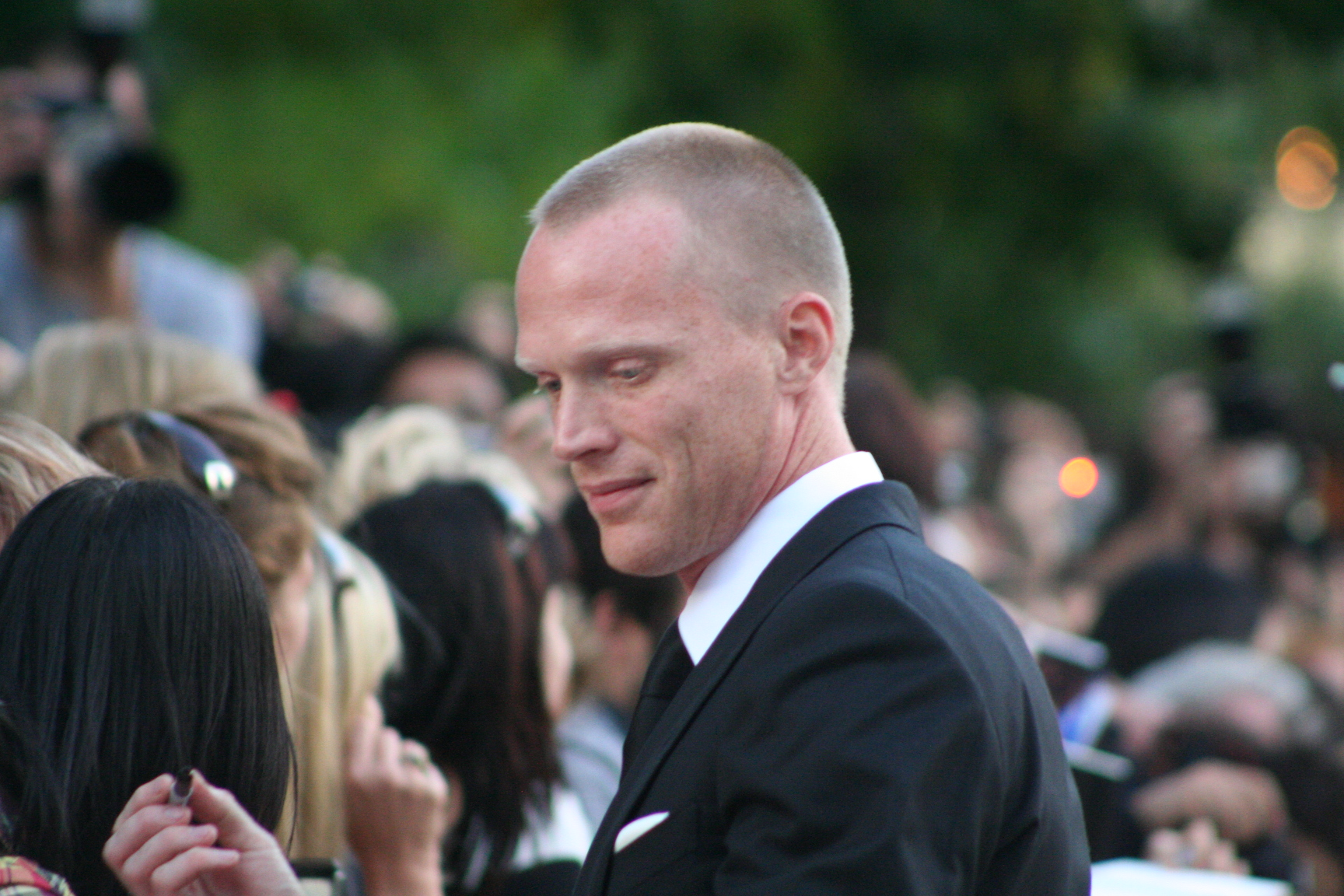
L'acteur Paul Bettany au TIFF 2009.

- Miranda Richardson : Duchesse de Kent
- Mark Strong (VF : Bernard Alane) : Sir John Conroy
- Jim Broadbent (VF : Jean Lescot) : Roi Guillaume IV
- Harriet Walter (VF : Anne Deleuze) : Reine Adelaïde
- Paul Bettany (VF : Pierre-Arnaud Juin) : Lord Melbourne
- Thomas Kretschmann (VF : Denis Laustriat) : Léopold Ier (roi des Belges)
- Jesper Christensen (VF : Philippe Laudenbach) : Baron Stockmar
- Jeanette Hain : Baronne Louise Lehzen
- Julian Glover (VF : Vincent Grass) : Duc de Wellington
- Michael Maloney : Sir Robert Peel
- Michiel Huisman (VF : Tristan Petitgirard) : Prince Ernest de Saxe-Cobourg et Gotha
- Johnnie Lyne-Pirkis : Prince Ernest-Auguste, duc de Cumberland
- Liam Scott : Prince Augustus Frederick, duc de Sussex
- Dave A. Hewitt : Duc de Norfolk
- Danny Dalton : Prince de Prusse
- Sophie Roberts : Lady Emma Portman
- Rachael Stirling : Duchesse de Sutherland
- Genevieve O'Reilly : Lady Flora Hastings
- Roddy Weaver : valet de pied en chef de Guillaume IV
- David Robb : Lord John Russell
- Emily Eby : Lady Eliza
- Beatrice d'York : une demoiselle d'honneur
- Morven Christie : Watson
- Josef Altin : Edward Oxford